# Hans Tyderle

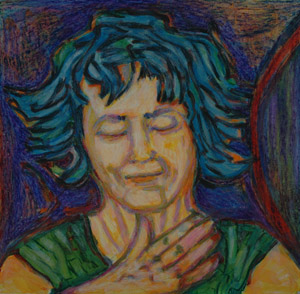
Gabriele

Hans Tyderle (geboren Johannes Tyderle), (Svitavy (Tsjechië), 15 december 1926) is een Duitse tekenaar en kunstschilder, die zich sinds tientallen jaren met de kunst van enkaustiek (een oude schildertechniek met was) bezighoudt. 
Tyderles’ kunstwerken kunnen zowel tot de expressionistische- als de abstracte kunst behoren. De behandelde thema’s omvatten het schilderen van portretten, stillevens, religieuze kunst, naakten en erotiek en af en toe ook landschappen. De kunstenaar signeert zijn werken met de afkorting "Ha Ty".